# Chiesa dei Santi Pietro e Paolo (Cantoira)
La chiesa dei Santi Pietro e Paolo è la parrocchiale di Cantoira, in città metropolitana e arcidiocesi di Torino; fa parte del distretto pastorale Torino Nord.

## Storia
L'orignaria chiesa di Cantoira, in stile romanico, sorse nell'XI secolo; l'architettura del campanile richiama il complesso di Santa Maria in Pulcherada di San Mauro Torinese, dei cui monaci la Val Grande di Lanzo era pertinenza.
Si possiedono delle descrizioni di questo luogo di culto contenute nelle relazioni delle visite pastorali effettuate nel 1584 e nel 1659. In quest'ultima occasione, l'arcivescovo di Torino Giulio Cesare Barbera annotò che l'edifcio si componeva di tre navate, che l'altare maggiore era in laterizio con decorazioni in legno dorato, che le finestrelle erano protette da grate di ferro e che erano presenti sei altari minori; il presule, inoltre, ordinò l'esecuzione di alcune modifiche.
Nel 1674 l'arcivescovo Michele Beggiamo, durante la sua visita, rilevò che erano stati realizzati solo alcuni dei lavori prescritti dal predecessore.
Il cantiere della nuova parrocchiale fu avviato nel 1714 con gli scavi necessari, mentre la cerimonia di posa della prima pietra si tenne nel 1720; tuttavia, successivamente i lavori subirono un'interruzione fino al 1728 circa, quando vennero ripresi, per poi terminare nel 1735 con l'inaugurazione del luogo di culto. La vecchia chiesa, posta sul retro della nuova, fu data in uso alla confraternita della Santa Croce.
Nel 1875 l'edificio venne ritinteggiato e interessato da un restauro, reso possibile grazie al contributo economico da parte di tutti i fedeli.
Tra il 1960 e il 1962 si provvide all'aggiunta della cappella feriale, mentre nel 1965 venne rimossa la balaustra che delimitata il presbiterio.
Nel 1980 si procedette all'esecuzione dell'adeguamento liturgico secondo le usanze postconciliari mediante l'aggiunta dell'ambone e dell'altare rivolto verso l'assemblea.
Durante gli anni novanta la parrocchiale fu oggetto di alcuni interventi di restauro e di risistemazione.

## Descrizione

### Esterno
La facciata della chiesa, rivolta a sudest e coronata dal timpano di forma triangolare, presenta centralmente il portale maggiore e sopra un oculo e due finestre trilobate, mentre ai lati si aprono un ingresso secondario, due oculi e due finestre.
Annesso alla parrocchiale è il campanile romanico a base quadrata, che misura un'altezza di 21 metri circa; la cella presenta su ogni lato una monofora ed è coronata dal tetto piramidale.

### Interno
L'interno dell'edificio si compone di un'unica navata, sulla quale si affacciano le cappelle laterali, introdotte da archi a tutto sesto, e le cui pareti sono scandite da lesene sorreggenti la doppia trabeazione modanata e aggettante sopra la quale si imposta la volta lunettata; al termine dell'aula si sviluppa il presbiterio, rialzato di due gradini, coperto da volta a botte e ospitante l'altare maggiore.